# Sjakie Schram
Jacob (Sjakie) Schram (Amsterdam, 2 februari 1927 – Amsterdam, 20 mei 1989) was een Nederlands volkszanger. 
Het bekendst werd hij in 1966 met het carnavalsnummer Glaasje op, laat je rijden. Dit door Willem van Kooten geschreven nummer werd ook door Veilig Verkeer Nederland gebruikt bij een campagne Glaasje op, niet achter het stuur om automobilisten te bewegen niet achter het stuur plaats te nemen wanneer men alcohol had gedronken en men voor alternatief vervoer moest zorgen en zich moest laten rijden.
Na een optreden in Voor de vuist weg met Willem Duys brak hij door bij het grote publiek. Het nummer bereikte een derde plaats in de Top 40.
In de jaren 1965-1970 genoot hij grote bekendheid als volkszanger. In 1969 als Ajax de Europa Cup finale in Madrid haalt bracht hij het nummer Ajax, geef hem van katoen uit.
Een ander opvallend nummer was Manus anus. Dit nummer duurde maar een minuut en werd op halve snelheid gedraaid. 
Enkele andere (carnavals)nummers waren:
- Tante Mien, mag ik je poesje even zien
- Ik zie, ik zie, wat jij niet ziet
- 'k Heb niks gezien
- Allemaal op de Bok
- Zuster, oh zuster
- Wat een spreker is die man
- Overal met je strippenkaart/Laat je handjes maar 's wapperen
- Oh Joke, kon jij maar koken

Schram overleed in 1989 op 62-jarige leeftijd aan een hartaanval in het Andreas Ziekenhuis in zijn woonplaats Amsterdam.